# Kharias (peuple)
Les Kharias sont un peuple tribal aborigène (adivasi) du plateau du Chotanagpur, en Inde centrale. On les trouve principalement dans la région frontalière des états de Jharkhand et Odisha, de l'Union indienne. À la fin du XXe siècle, la population kharia s’élevait à environ 300 000 membres. 

## Différents groupes
Les Kharias sont divisés en trois sous-groupes: les « Dudh Kharias », « Dhelki Kharias » et les « Kharias des collines » (Pahari Kharias). Les deux premiers, très proches, parlent une langue austroasiatique, le kharia, tandis que le troisième groupe, principalement dans les collines d’Odisha, parlent une langue indo-aryenne, appelé le kharia thar. Ce dialecte semble en voie de disparition[réf. nécessaire].

## Localisation
D’après leur tradition orale les ancêtres des « Dudh Kharias » et des « Dhelki Kharias » seraient venus de la région de Ruinas Patna (environs du fort de Rohtasgarh) dans la vallée du Son. Chassés par des envahisseurs conduits par leur chef Ahir, ils s’installèrent sur le plateau du Chotanagpur.  
Les « Pahari Kharias » (Kharias des collines) — qui s’appellent eux-mêmes « Sabars » — se trouvent principalement en Odisha, dans les régions de Jashpur et Karanjia du district de Mayurbhanj. Ils tirent leur subsistance des produits de la forêt. Dans le Jharkhand on trouve des regroupements dans les districts de Singhbhum-Est, Gumla et Simdega, particulièrement dans les sous-divisions de Musabani, Dumaria et Chakulia où l’on rencontre de larges groupes. Au Bengale-Occidental, on les trouve, dispersés, dans les districts de Midnapur-Ouest, Bankura et surtout Purulia.   
Les « Paharis Kharaias » sont divisés en de nombreux clans (gotras) : Golgo, Bhunia, Sandi, Gidi, Dehuri, Pichria, Nago, Tolong, Suya, Dhar, Tesa, Kotal, Kharmoi, Digar, Laha, Saddar, Sikari, Rai, Khan, Dolai, Sal, Alkosi et Khiladi. Le clan des Golgos semble dominant car, où que ce soit, il est toujours cité en première place de toute liste[réf. nécessaire].